# Microsoft Windows Server 2022
Windows Server 2022（ウィンドウズ サーバー 2022）は、マイクロソフトによって開発されたWindows NT系に属するサーバー向けのオペレーティングシステムである。Standard、Datacenter、Datacenter: Azure Editionの3エディションがある。